# オザーク (モニター)
|          |                             |
| 艦歴     |                             |
| 発注     |                             |
| 起工     |                             |
| 進水     | 1863年2月18日               |
| 就役     | 1864年2月18日               |
| 退役     | 1865年7月24日               |
| その後   | 1865年11月29日に売却        |
| 除籍     |                             |
| 性能諸元 |                             |
| 排水量   | 578トン                     |
| 全長     | 54.86 m (180')              |
| 全幅     | 15.24 m (50')               |
| 吃水     | 1.52 m (5')                 |
| 機関     |                             |
| 最大速   | ノット                      |
| 乗員     |                             |
| 兵装     | 10インチ砲1門、9インチ砲3門 |

オザーク (USS Ozark) は、アメリカ海軍のモニター艦。
オザークはイリノイ州ピオリアのジョージ・C・ベスター社で起工する。1863年2月18日に進水し、1864年2月18日にジョージ・W・ブラウン中尉の指揮下就役した。オザークはその艦歴の大半をミシシッピ川戦隊での任務で費やした。1864年3月12日から5月22日までオザークはデヴィッド・ポーター少将率いるレッド川遠征に参加し、ルイジアナ州アレクサンドリアに向かった。南北戦争の終了に従い、オザークは1865年7月24日にイリノイ州マウンドシティで退役し、11月29日に売却された。